# Месје 103
Месје 103 (М103) је расејано звездано јато у сазвежђу Касиопеја које се налази у Месјеовом каталогу објеката дубоког неба.
Деклинација објекта је + 60° 39' 30" а ректасцензија 1h 33m 23,0s. Привидна величина (магнитуда) објекта М103 износи 7,4. М103 је још познат и под ознакама NGC 581 OCL 326.